# 金正恩
金正恩（朝鲜语：／，發音：[kim dzʌŋ.ɯːn] ⓘ；1984年1月8日—），朝鲜民主主义人民共和国政治人物，現任朝鲜劳动党总书记、中央军事委员会委员长，国务委员会委员长、武装力量最高司令官。同时身兼朝鲜劳动党中央政治局委员、中央政治局常务委员。其军衔为共和国元帅，為朝鮮第三代最高领导人。
金正恩於2010年9月27日及9月28日分別就任朝鲜劳动党中央委员会委員和勞動黨中央軍事委員會副委員長，在中央軍事委員會的權位僅次於父親金正日，當時的黨內排名也僅次於包括總書記金正日在內的五位中央政治局常委，被認為是承繼政權的第一步。其父金正日逝世後，在完全接任金正日空缺下來的職位之前，朝鮮官方已開始稱金正恩為黨政軍的最高領導人，象徵其第三代最高領導人的地位確立。金正恩於2012年4月11日和4月13日分别出任勞動黨第一書記和國防委員會第一委員長，並將勞動黨總書記和國防委員會委員長職務保留給金正日。2016年5月的朝鲜劳动党第七次代表大会上获推举为党委员长，2016年6月的最高人民会议上获推举为国务委员会委员长。2012年7月17日，朝鲜劳动党中央委员会、朝鲜劳动党中央军事委员会、国防委员会、最高人民会议常任委员会决定，授予朝鲜人民军最高司令官金正恩“朝鲜民主主义人民共和国元帅”军衔。2021年1月10日的朝鲜劳动党第八次代表大会上，金正恩被推举为朝鲜劳动党总书记，正式继承祖父和父亲的头衔。金正恩有两个大学学位：金日成综合大学的物理学学位和金日成軍事綜合大學的步兵指揮官和炮兵學学位。
金正恩上任至今，國家總體來講並沒有改變封閉的格局，不過其初期先朝向著重解決經濟與民生方面的問題，並在核武器發展成熟，加上在地緣政治局勢衝突下的中美俄之間靈活搖擺與談判，使得社會水平與外交條件取得較大進展，因這些成就使得他有一定程度上達到了與祖父、父親相同的水平，還在2024年推動了承認韓國存在的重大政策轉變，長期維持北韓金氏政權得以穩定，他有一個公開培養的女兒，外界預計可能會深度參與其家族政治。

## 主要經歷

### 早年經歷
金正恩在1984年1月8日生於江原道元山市，並在當地度過了童年時期，包括在元山海邊玩耍、乘坐香蕉船和水上摩托，因此他對元山懷有深厚的故鄉之情。在瑞士留學時，金正恩一放假就會回國到元山海邊度假，在成為朝鮮領導人後亦一有空就會乘坐專列或專機前往元山。在2019冠状病毒病疫情爆發初期，他亦與親信前往元山暫避。自2012年掌權後，他表露了將故鄉元山開發成第二個平壤的意志，亦經常將元山放置於政治宣傳上。

### 欧洲留学
1996年至2001年，金正恩和同母胞妹金與正分別化名為「朴銀」、「鄭順」一同假扮為朝鮮民主主義人民共和國駐瑞士大使館職員子女，於瑞士克尼茨的一間國際學校就讀，學習英语、德语及法语。根据其同学的说法，金正恩喜欢体育运动，特别是美国篮球明星麥可·乔丹，能熟练使用德语和英语。1991年曾經以「約瑟夫·朴」（Josef Pwag）名義以巴西假護照與兄金正哲由維也納到訪日本，根據信用卡的記錄，金正恩曾經逗留東京迪士尼樂園。而金正恩在瑞士留學時的照片於2010年6月曝光。

### 权力交接
2009年3月8日，英国广播公司报道未经证实的消息指金正恩已經成為朝鮮最高人民會議候選人，認為金正日正對朝鮮政治權力移交作準備，而隨後的人民代表名單中並沒有金正恩的名字；但他随后就任国防委员会一个中层职位。有消息人士指出，从2009年5月6日起，平壤的几所小学在停止正常授课后向学生教授赞美金正恩的歌曲是“等于是正式公布继任者”。据韓國聯合通訊社於6月2日报道，大韩民国国家情报院掌握了金正恩被确立为接班人的情报，并予以证实；另根據北朝鲜放送网站於同月22日報道表示朝鲜全国各地的大型工厂纷纷召开隆重集会，並通报现任朝鲜劳动党总书记金正日的指示：将朝鲜国家领导人法定继任权规定为第三子金正恩。
根據日本放送協會於2009年9月及大韓民國國家安全戰略研究所所長南成旭在10月21日時透露，金正恩於2009年夏季和金正日因軍隊編制問題而發生爭執，因而令金正日決定暫停接班宣傳計劃，並把身為金正恩姑丈的朝鮮勞動黨行政部部長張成澤排除在權力核心，以減少金正恩在朝鲜的影響力。
2010年1月7日，朝鮮政府通過把金正恩生日（1月8日）及當日下午定為「民族最大節慶」外，並通報由2011年起把金正恩生日定為國定假日，顯出朝鲜當局確定金正日接班人為金正恩。根據韓國《朝鮮日報》報道，金正日於2010年8月秘密訪華時，在中国吉林省長春市出席中方而設的歡迎宴會上向中共中央總書記、国家主席胡錦濤引見了金正恩；金正日當時表示「讓我們的後代繼承朝中友誼這一優良傳統」而證明了金正恩的接班人地位。
朝鮮人民軍最高司令官金正日於2010年9月27日下達第0051號命令，任命金正恩為朝鲜人民军大將；而朝鮮勞動黨代表會議於2010年9月28日的會議上，金正恩又獲選為朝鮮勞動黨中央軍事委員會副委員長和朝鮮勞動黨中央委員會委員；由於金正恩出任朝鮮勞動黨中央軍事委員會副委員長，軍權僅次於金正日，因此人們喻為「接班第一步」。
2010年10月8日，最高人民会议常任委员会副委员长杨亨燮证实，金正恩将会成为朝鮮的第三代最高领导人，这也是朝鮮官方首次公开确认这一消息。杨亨燮同日还向媒体证实，金正恩是金正日的儿子，这也是朝鲜官方第一次公开确认金正恩的身份。
朝鮮政府於2010年9月29日正式公佈金正恩的官方近照，金正恩身高1.75公尺，體重90公斤，有人称之为「翻版金日成」，因为其相貌与政治特征，遭到了全球各地人们的调侃。而其于2010年8月随父来华访问时留下了照片，由于看上去略有差别，有人怀疑其通过整容变得更酷似金日成。
2011年2月16日金正日70歲生日當天，朝鲜中央电视台播放讲述金正日一生的紀錄片《敬爱的金正日同志领导加强朝鲜人民军队战斗力的事业》時，但在2011年1月金正恩陪同金正日视察的畫面中，韩国媒体人士认为金正恩误將双筒望远镜倒着拿。韓聯社報道認為：“金正恩倒着拿双筒望远镜的场面，再次证明他少有军队经验。”

### 第三代领导人
2011年12月17日，金正日逝世，享壽70歲。据朝鲜中央电视台报道，金正恩将担任朝鲜最高领导人。朝鲜劳动党中央委员会、朝鲜劳动党中央军事委员会、朝鲜国防委员会、最高人民会议常任委员会、内阁发表《告全体党员、人民军官兵和人民书》，要求全体党员、人民军官兵和人民“忠于尊敬的偉大金正恩同志的领导”，党和人民军队以及人民保持团结。朝鲜媒体随即将金正恩称为「伟大的领导者」和「伟大的继承者」。其后，朝鲜当局称呼金正恩为“革命武装力量的最高领导者”、“我们的最高司令官”等，并称“以敬爱的金正恩同志为首的党中央委员会”，显示其已经在行使朝鲜劳动党总书记和朝鲜人民军最高司令官的权力，也可能在不久的将来正式出任这些职务。
朝鲜劳动党中央政治局会议2011年12月30日在平壤举行，会议宣布，根据已故最高领导人金正日2011年10月8日的遗训，推举金正恩为朝鲜人民军最高司令官。2012年7月18日，金正恩被授予“共和国元帅”军事称号。
掌權的金正恩對軍部實施大肅清，由朝鮮人民軍總政治局第一副局長金正閣、護衛司令部司令員趙京哲（音）、國家安全保衛部第一副部長禹東測主導。根據《朝鮮日報》引述大韩民国政府的朝鮮問題消息人士稱，弔唁期間結束後，從這天起朝鮮一度出現幾乎每天都有「將星隕落」的現象。甚至在公開場地用迫擊炮處死武裝副部長金哲。
在2012年4月11日举行的朝鲜劳动党第四次代表会议上，会议“遵照金正日的遗训”，推举金正恩为朝鲜劳动党第一书记，同时将金正日“永远拥戴为朝鲜劳动党总书记”，朝鲜中央通讯社在发布此消息的同时再次发布金正恩的官方近照，画面中金正恩身穿西装打领带的形像引起外媒的极大关注。
2012年7月17日，朝鲜劳动党中央委员会、朝鲜劳动党中央军事委员会、国防委员会、最高人民会议常任委员会决定，授予朝鲜人民军最高司令官金正恩“朝鲜民主主义人民共和国元帅”军事称号。
自2014年9月3日金正恩与夫人李雪主一同观看牡丹峰乐团的演出后，便连续二十余天未公开露面，缺席9月25日举办的朝鲜第13届最高人民会议第2次会议。在9月25日晚间，朝鲜中央电视台提到金正恩出现身体不适，不过并没有进一步说明。可能是出现某些内部性的问题，但应持保守态度。2014年10月4日，以朝鲜国防委员会副委员长黄炳誓、朝鲜劳动党中央委员会书记崔龙海为首的朝鲜代表团突击访问正在举办亚运会的韩国，并且表示将重启朝韩高级别会谈机制。其访问规格之高，时间之突然并不合乎外交常例，也引起外界对金正恩状况的怀疑。10月14日，朝中社报道，金正恩前往一处新建成的居住区视察，但并未说明视察的日期，这是金正恩失踪40余天后，首度向公众露面。
在2016年5月9日结束的朝鲜劳动党第七次代表大会上，会议规定朝鲜劳动党委员长为党的最高领袖，并随后推举金正恩为朝鲜劳动党委员长，同时宣布金正恩当选为党中央委员会委员、中央政治局委员、政治局常务委员会委员、中央军事委员会委员长。
金正恩自2018年3月起多次访问中国，与中共中央总书记习近平会面。2018年4月27日朝韓首腦會晤，金正恩於东八区時間上午8時30分跨越北緯38度的軍事分界線與大韓民國總統文在寅會晤，成為朝韓停戰65年後首位踏入南韓領土的北韓領導人。金正恩与美国总统唐纳德·特朗普於2018年6月12日在新加坡举行历史性的朝美首脑会议。2019年4月25日，金正恩与俄罗斯总统普京于在俄罗斯海參崴举行朝俄首脑会谈，这是金正恩自上台以来首次造访俄罗斯。
在2021年1月10日的朝鲜劳动党第八次代表大会上，金正恩被推举为朝鲜劳动党总书记。随后的八届一中全会选举金正恩、崔龙海、李炳哲、金德勋、赵勇元为中央政治局常委。

## 政策態度
由於金正恩於早年曾在瑞士留學，較長一段時間生活在西方文化中，故不斷引入他國文化，如漢堡包和鐵板燒等飲食文化，甚至安排美國華特迪士尼的卡通人物出現在國內歌舞劇，使外界認為他想逐步改革開放國家。他曾表示不再讓朝鮮人民勒緊腰帶，讓他們享受榮華富貴是朝鮮勞動黨的宗旨之一。
在軍事上，他領導的朝鮮政府，卻保持積極和強硬的態度，例如成功發展核武，又如單方面廢除朝鮮停戰協定，使東亞地區局勢曾一度緊張。而他推行的政治大肅清，較祖父金日成、父親金正日有過之無不及，並對韓國採取強硬態度。

### 核武和經濟並進
核武和經濟並舉戰略於2017年起被外界逐漸熟知是金正恩重大戰略方向，2018年國際逐漸獲得的資料顯示在2011年其父過世前的一段時間朝鮮軍隊陷入一種"半混亂狀態"，主因是部份下層單位糧食缺乏，導致有士兵搶劫民家甚至有個案是進到中國境內搶奪食物，消極一點的是軍官擅離職守，根據組織部匯報給平壤的文書，最高紀錄有部隊主官擅離4個月不知去向，還有人國際販毒，所以上台掌權後金正恩认为第一要務是改善軍中待遇和剷除毒瘤，大量處死禍亂軍中的軍官後開始要求部隊必須自力從事農耕畜牧，改善部分糧食，另外積極從中俄獲取外援，公佈了最低標準為每名士兵每天必須配發200克大豆，每三名士兵有一頭羊飼養。
軍中經濟改革後民間也做了相当程度的開放，參訪朝鮮的外國人士明顯感受到人民手機持有率上升，街頭的計程車也增多，烂尾已久的柳京飯店也由埃及等中東國家資金合作重新整修，英国《镜报》2016年12月14日报道柳京饭店亮起灯光。

### 外交政策

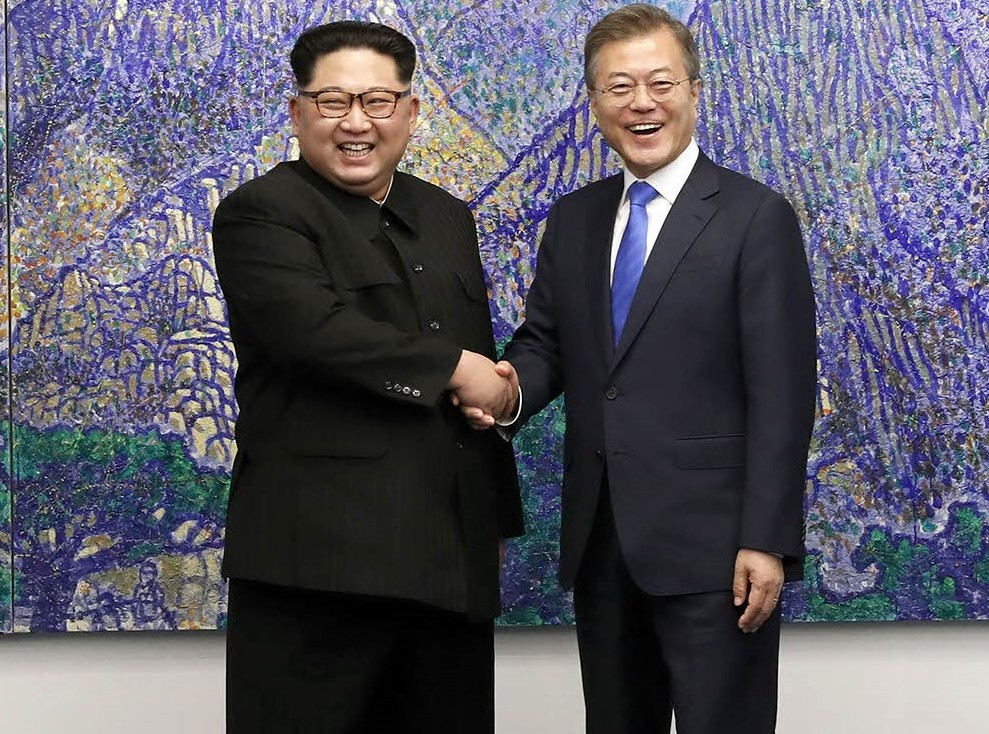
2018年4月，金正恩與大韓民國總統文在寅在和平之家會面

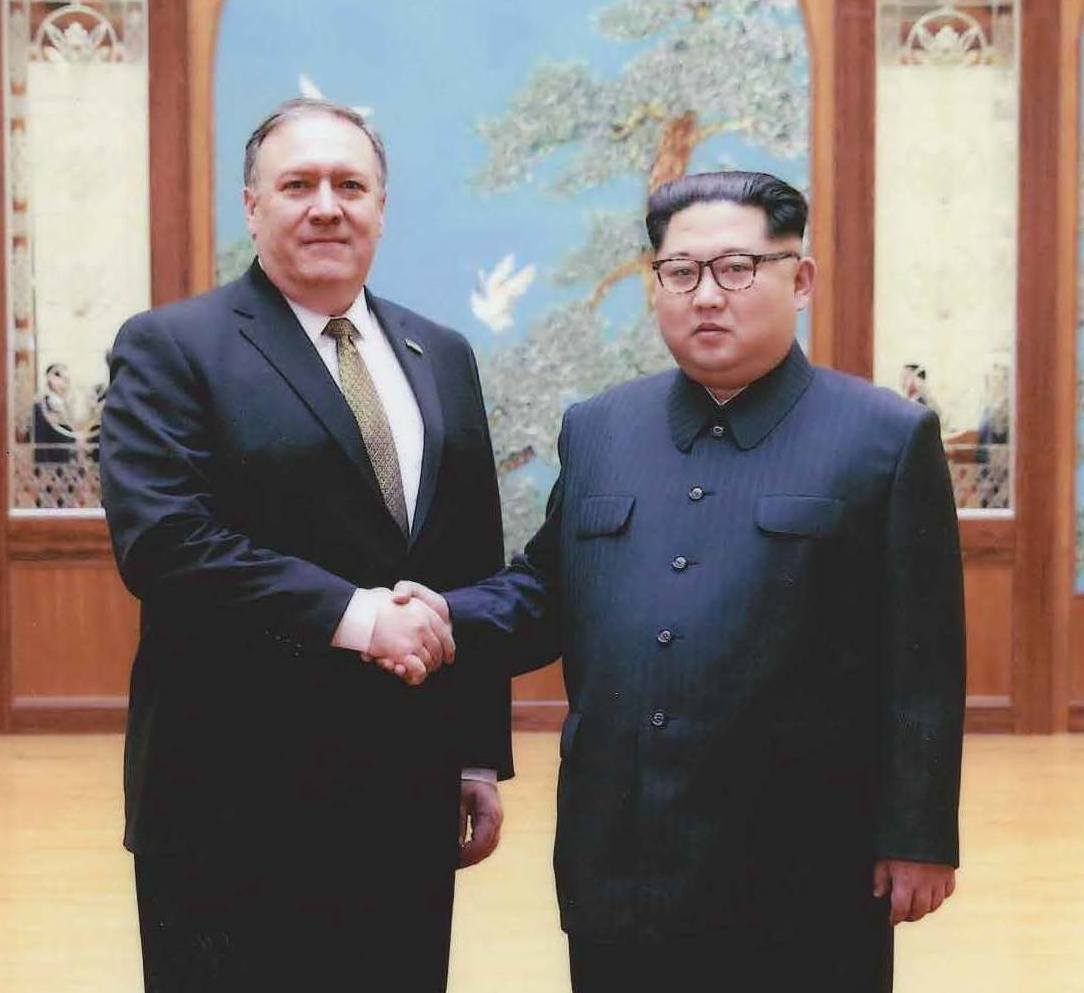
2018年4月金正恩与美国国务卿迈克·蓬佩奥会面

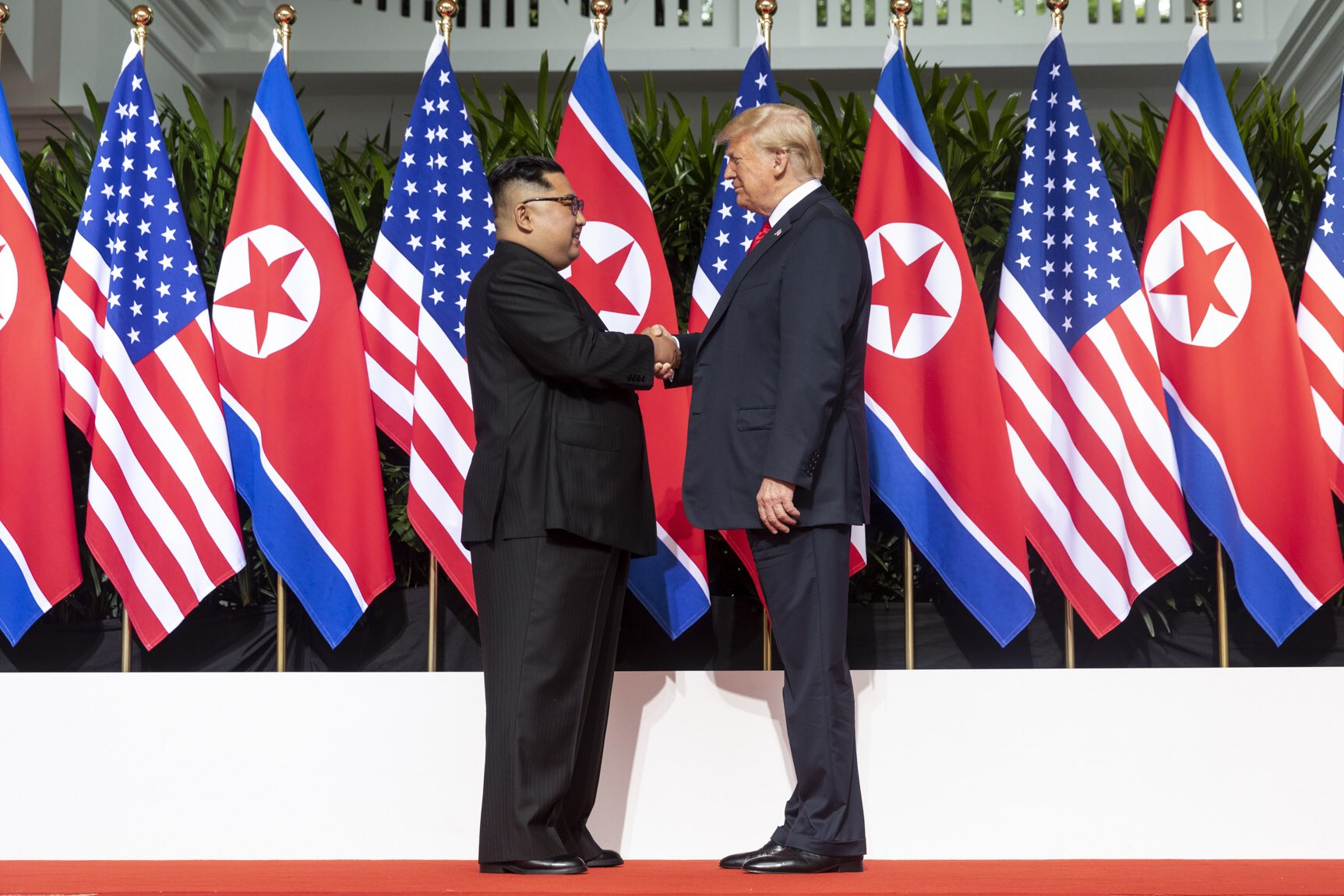
2018年6月，金正恩與美國總統唐纳德·特朗普在新加坡會面

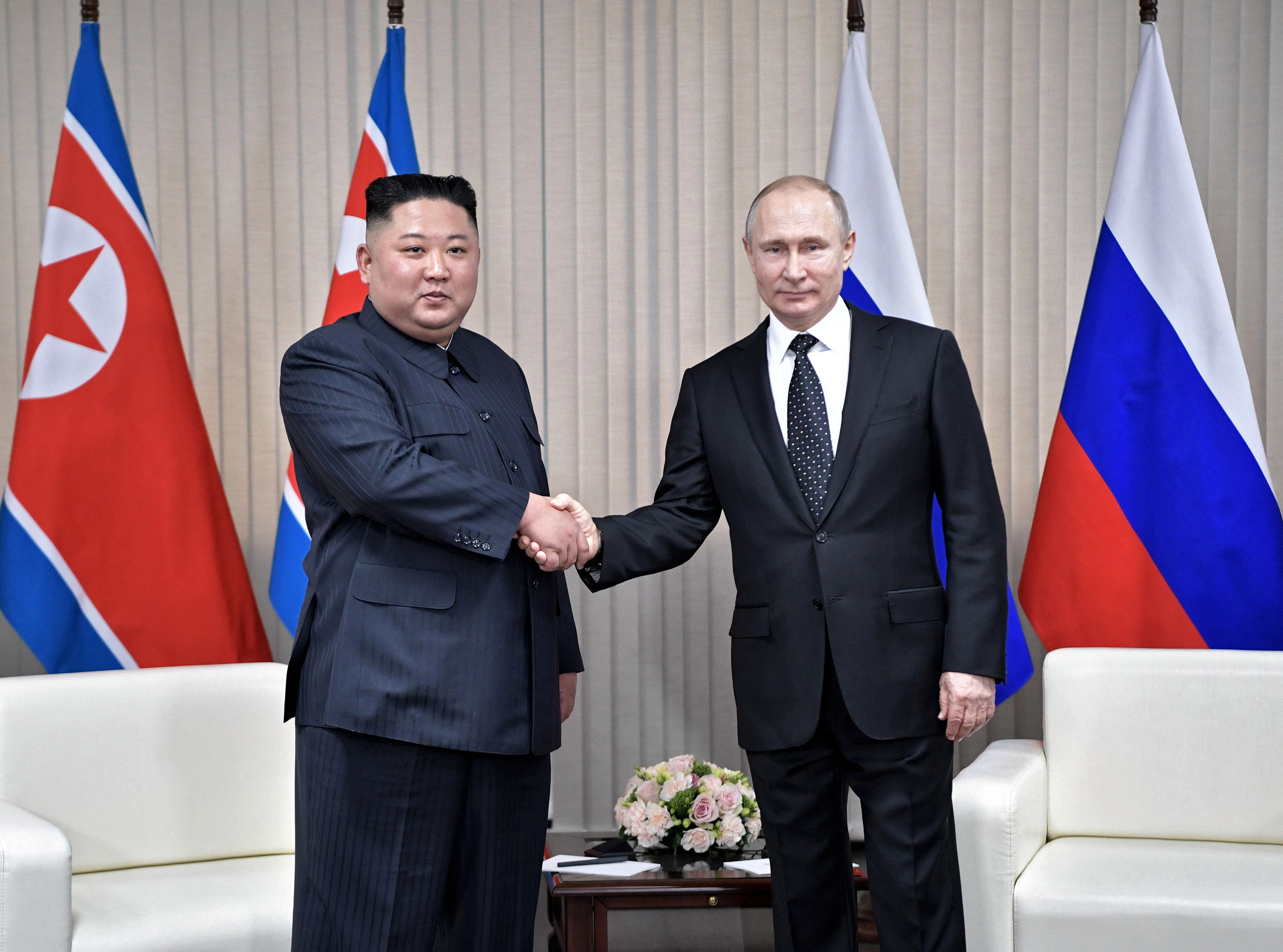
2019年4月，金正恩與俄羅斯總統普京在海參崴會面

随着朝鲜拥有了制造核武器甚至热核武器的能力，自认为自己国家的国际地位能够得到保证的金正恩开始频繁出访，试图与世界主要国家发展友好关系，并改变朝鲜在西方媒体中“世界和平的破坏者”的形象。
2018年大韓民國平昌冬季奧運會正逢較為民族派路線的大韓民國總統文在寅，其巧妙利用機會展開微笑外交策略，大舉派出運動員和啦啦隊代表團前往南韓，引起韓國民間轟動，出場時兩韓合舉統一旗並在部分比賽合組代表團，並手書親筆邀請信由其妹金與正交與文在寅，也是韓戰後首次有金家成員踏足南韓，
2018年3月26日，金正恩乘坐火车，经丹东抵达北京，“非正式”访问中国，并与中共中央总书记习近平会谈，又与国务院总理李克强、中央政治局常委王沪宁、国家副主席王岐山等中国领导人会面，这是金正恩担任朝鲜最高领导人以来首次出国访问。
此后在2018年一年以内，金正恩三度访问中国并会见中共中央总书记习近平，三度会见大韩民国总统文在寅，并且在当年6月在新加坡会见美国总统唐纳德·特朗普。但与此同时，金正恩始终未放弃其核武计划和导弹计划。
2019年6月30日，金正恩与美国总统特朗普在朝韩边境的板门店会晤，更邀请特朗普跨过三八线，进入朝鲜境内，特朗普也因此成为了历史上首个任内涉足朝鲜领土的美国总统。双方讨论了关于朝鲜的核武问题。
隨著美韓領導層的更換，金正恩與西方的關係自2019冠状病毒病疫情後急轉直下，相對地，他隨後著重發展了與俄羅斯的關係，特別是在俄烏戰爭後，2023年更與總統普京在太空發射場會面詳談合作，甚至邀請他訪問平壤。
2023年12月，金正恩正式宣布南北關係不再是「同一民族」的關係，而是處於敵對的兩個國家關係以及交戰國關係。

## 争议

### 政治清洗
金正恩上台以后，对疑似不忠或不服从的干部采取毫不留情的整肃，西方媒體認為甚至已經造成社会压力。
金永春、李英浩、禹东测和金正閣是四名经金正日精心挑选辅佐金正恩的顧命大臣，他们目前或遭贬职，或已失踪。一名南韩官员说是在将“父亲留下的痕迹都扫除”，把高官“都换成只忠于自己的人”。
2013年8月20日，大韩民国媒体朝鲜日报报道金正恩旧恋人歌手玄松月及银河水管弦乐团团长文庆镇及王在山轻音乐团的一名成员等九人因为传播色情而被处决，并且牡丹峰组合成员必须亲眼观看枪决现场。但之後据韩国媒体报道，玄松月于2014年5月16日出席北朝鲜第9届全国艺术家大会，並以牡丹峰乐团团长身分参加。朝鲜中央电视台在报道中称﹕“牡丹峰乐团团长玄松月进行了讨论。”由此确认玄松月被枪决一事並非事实。
2013年12月8日，被视为朝鲜实际上的“二号人物”、時任国防委员会副委员长張成澤（金正恩的姑父）在朝鲜劳动党的一次代表大会上被当众逮捕；12月12日，他因反革命罪遭到處決，有说法称金正恩是在一時氣憤的状态下下达处决命令的。到2013年底，三名国防部长级官员和四名军队参谋长被替换，他们都是两年前金正日葬禮的扶柩者，其中五人受到整肅。
2014年3月，又有报道说“金正恩看上牡丹峰乐团歌手柳真雅后，李雪主将之关入集中营”。2014年4月4日，朝鲜牡丹峰乐团在两江道三池渊郡举行演出，柳真雅登台献唱，从而打破了外界关于她的一系列传闻。
2015年5月13日，大韩民国国家情报院有关负责人在国会情报委员会进行非公开工作汇报时表示玄永哲不仅在4月24至25日举行的军方活动上打盹，还和金正恩顶嘴，被指“不忠”，于4月29日或30日在平壤北部13英里处的姜健综合军官学校以叛国罪遭到高射机枪公开处决，有上百名高级军官参观他的处决。該消息的具体原因一度未經核实，6月16日朝鲜外交官员予以证实。
2016年韩国国家安全战略研究所发布的报告称，自金正恩2011年上台以来，他已下令处决了340人。

### 人权問題
西方媒體圈的觀點評價金正恩上台后在國內推行“恐怖政治”。2010年因为反政权罪而受到公开处决的朝鮮居民是2009年的8倍以上，朝鮮政府还下令“当场击毙脱北者”。因此，在跨越鸭绿江、图们江的过程中因受枪击丧命的居民数量也大幅增加，甚至有朝鮮公民已经渡至中国境内仍被对岸的朝鲜人民军士兵开枪打死的事例。很多报道表明在金正日时代的侵犯人权的作法到了金正恩时代仍在延续，比如下达对变节者的追杀令进行公开处决，和将人关押进政治监狱。还将使用中国制造手机的用户以叛国罪论处来进一步打击脱北行为。人们还普遍相信金正恩積極参与了擊沉天安舰事件和延坪岛炮击事件，目的是加强自己的军事威信，以顺利实现权力让渡。
2013年度联合国特别报告起草人Marzuki Darusman的朝鲜人权报告提交给联合国问询委员会后纪录收集到的朝鲜政权反人类罪罪行。鉴于中国和俄罗斯会在联合国安理会上否决将朝鲜当局的罪行提交到国际刑事法庭受审，联合国调查委员会主席迈克尔·科比（Michael Kirby）表示可成立一个像前南斯拉夫法庭一样的特设法庭，金正恩所犯错误是反人类罪，是冲击人类良知的错误。联合国调查人员还对中国表示，将朝鲜移民或脱北者遣返回朝鲜，使这些人面临酷刑或极刑，是在“协助教唆反人类罪”。
日本Asia Press在2013年1月说在黄海北道和黄海南道有超过一万人死于饥荒。其他国际媒体还在流传食人的说法。
2020年7月22日，金正恩为了解决国内饥荒问题，制定一系统营养政策，并对半数朝鲜民众面对营养不良的问题发表建议，认为民众可以吃乌龟补充营养成份，并下令研发减肥药，让民众服用后可以产生饱足感。

## 著作
- 《向最后的胜利前进》2012年著作集
- 《为了建设强盛大国》2013年和2014年著作集
- 《朝鲜劳动党是为人民服务的党》2020年，朝鲜外文出版社

## 家庭
| \| \| \| \| \| \| \| \| \| \| \| \| \| \| \| \| \| \| \| \| 高祖父：金辅铉（1871－1955） \| \| \| \| \| \| \| \| \| \| \| \| \| \| \| \| \| \| \| \| \| \| \| \| \| \| \| \| \| \| \| \| \| \| \| \| \| \| \| \| \| \| \| \| \| \| \| \| \| \| \| \| \| \| 曾祖父：金亨稷（1894－1926） \| \| \| \| \| \| \| \| \| \| \| \| \| \| \| \| \| \| \| \| \| \| \| \| \| \| \| \| \| \| \| \| \| \| \| \| \| \| \| \| \| \| \| \| \| \| \| \| \| \| \| \| \| \| 高祖母：李宝益（1876－1959） \| \| \| \| \| \| \| \| \| \| \| \| \| \| \| \| \| \| \| \| \| \| \| \| \| \| \| \| \| \| \| \| \| \| \| \| \| \| \| \| \| \| \| \| \| \| \| \| \| \| \| \| \| \| 祖父：金日成（1912－1994） \| \| \| \| \| \| \| \| \| \| \| \| \| \| \| \| \| \| \| \| \| \| \| \| \| \| \| \| \| \| \| \| \| \| \| \| \| \| \| \| \| \| \| \| \| \| \| \| \| \| \| \| \| \| 外高祖父：康敦煜 \| \| \| \| \| \| \| \| \| \| \| \| \| \| \| \| \| \| \| \| \| \| \| \| \| \| \| \| \| \| \| \| \| \| \| \| \| \| \| \| \| \| \| \| \| \| \| \| \| \| \| \| \| \| 曾祖母：康盘石（1892－1932） \| \| \| \| \| \| \| \| \| \| \| \| \| \| \| \| \| \| \| \| \| \| \| \| \| \| \| \| \| \| \| \| \| \| \| \| \| \| \| \| \| \| \| \| \| \| \| \| \| \| \| \| \| \| 父：金正日（1941－2011） \| \| \| \| \| \| \| \| \| \| \| \| \| \| \| \| \| \| \| \| \| \| \| \| \| \| \| \| \| \| \| \| \| \| \| \| \| \| \| \| \| \| \| \| \| \| \| \| \| \| \| \| \| \| 祖母：金正淑（1917－1949） \| \| \| \| \| \| \| \| \| \| \| \| \| \| \| \| \| \| \| \| \| \| \| \| \| \| \| \| \| \| \| \| \| \| \| \| \| \| \| \| \| \| \| \| \| \| \| \| \| \| \| \| \| \| 金正恩（1984－） \| \| \| \| \| \| \| \| \| \| \| \| \| \| \| \| \| \| \| \| \| \| \| \| \| \| \| \| \| \| \| \| \| \| \| \| \| \| \| \| \| \| \| \| \| \| \| \| \| \| \| \| \| \| 外祖父：高景太（－1999） \| \| \| \| \| \| \| \| \| \| \| \| \| \| \| \| \| \| \| \| \| \| \| \| \| \| \| \| \| \| \| \| \| \| \| \| \| \| \| \| \| \| \| \| \| \| \| \| \| \| \| \| \| \| 母：高容姬（1953－2004） \| \| \| \| \| \| \| \| \| \| \| \| \| \| \| \| \| \| \| \| \| \| \| \| \| \| \| \| \| \| \| \| \| \| \| \| \| \| \| \| \| \| \| \| \| \| \| \| \| \| \| \| |                              |  |  |  |  |  |  |  |  |  |  |  |  |  |  |  |
| |                              |  |  |  |  |  |  |  |  |  |  |  |  |  |  |  |
| | 高祖父：金辅铉（1871－1955） |  |  |  |  |  |  |  |  |  |  |  |  |  |  |  |
| |                              |  |  |  |  |  |  |  |  |  |  |  |  |  |  |  |
| |                              |  |  |  |  |  |  |  |  |  |  |  |  |  |  |  |
| | 曾祖父：金亨稷（1894－1926） |  |  |  |  |  |  |  |  |  |  |  |  |  |  |  |
| |                              |  |  |  |  |  |  |  |  |  |  |  |  |  |  |  |
| |                              |  |  |  |  |  |  |  |  |  |  |  |  |  |  |  |
| | 高祖母：李宝益（1876－1959） |  |  |  |  |  |  |  |  |  |  |  |  |  |  |  |
| |                              |  |  |  |  |  |  |  |  |  |  |  |  |  |  |  |
| |                              |  |  |  |  |  |  |  |  |  |  |  |  |  |  |  |
| | 祖父：金日成（1912－1994）   |  |  |  |  |  |  |  |  |  |  |  |  |  |  |  |
| |                              |  |  |  |  |  |  |  |  |  |  |  |  |  |  |  |
| |                              |  |  |  |  |  |  |  |  |  |  |  |  |  |  |  |
| | 外高祖父：康敦煜             |  |  |  |  |  |  |  |  |  |  |  |  |  |  |  |
| |                              |  |  |  |  |  |  |  |  |  |  |  |  |  |  |  |
| |                              |  |  |  |  |  |  |  |  |  |  |  |  |  |  |  |
| | 曾祖母：康盘石（1892－1932） |  |  |  |  |  |  |  |  |  |  |  |  |  |  |  |
| |                              |  |  |  |  |  |  |  |  |  |  |  |  |  |  |  |
| |                              |  |  |  |  |  |  |  |  |  |  |  |  |  |  |  |
| | 父：金正日（1941－2011）     |  |  |  |  |  |  |  |  |  |  |  |  |  |  |  |
| |                              |  |  |  |  |  |  |  |  |  |  |  |  |  |  |  |
| |                              |  |  |  |  |  |  |  |  |  |  |  |  |  |  |  |
| | 祖母：金正淑（1917－1949）   |  |  |  |  |  |  |  |  |  |  |  |  |  |  |  |
| |                              |  |  |  |  |  |  |  |  |  |  |  |  |  |  |  |
| |                              |  |  |  |  |  |  |  |  |  |  |  |  |  |  |  |
| | 金正恩（1984－）             |  |  |  |  |  |  |  |  |  |  |  |  |  |  |  |
| |                              |  |  |  |  |  |  |  |  |  |  |  |  |  |  |  |
| |                              |  |  |  |  |  |  |  |  |  |  |  |  |  |  |  |
| | 外祖父：高景太（－1999）     |  |  |  |  |  |  |  |  |  |  |  |  |  |  |  |
| |                              |  |  |  |  |  |  |  |  |  |  |  |  |  |  |  |
| |                              |  |  |  |  |  |  |  |  |  |  |  |  |  |  |  |
| | 母：高容姬（1953－2004）     |  |  |  |  |  |  |  |  |  |  |  |  |  |  |  |
| |                              |  |  |  |  |  |  |  |  |  |  |  |  |  |  |  |
| |                              |  |  |  |  |  |  |  |  |  |  |  |  |  |  |  |

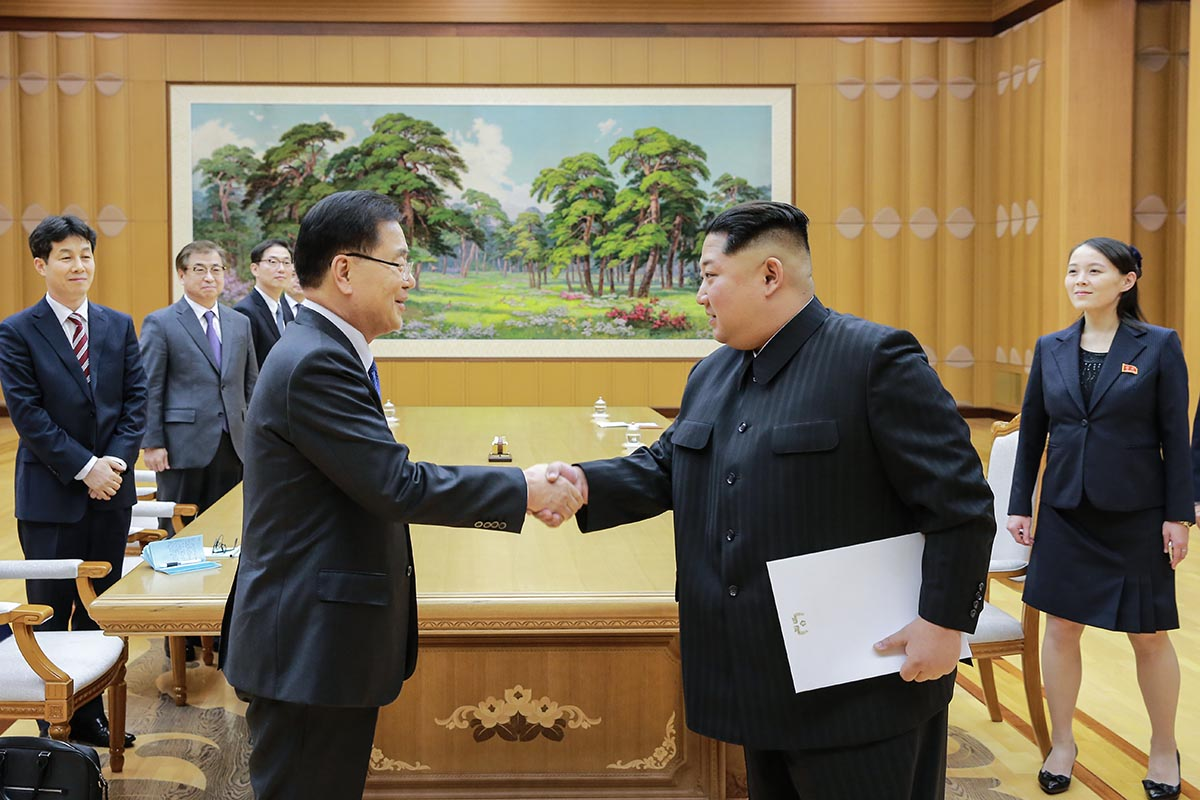
金與正陪同兄長金正恩會見南韓國家安保室長鄭義溶

金正恩是金正日和第四任夫人高容姬所生的第二個兒子，為金正日第三子；金正男是金正恩同父異母的長兄，是金正日和成惠琳所生；金正哲則為金正恩同父母次兄，為金正日二子，金與正為金正恩同父母妹妹。
1991年曾經以「約瑟夫·朴」名義用假護照與兄正哲由維也納到訪日本，根據信用卡的紀錄，金正恩曾經逗留東京迪士尼樂園。而金正恩在瑞士留學時的照片於2010年6月曝光。
1996年至2001年，金正恩和妹妹金與正及金正怡分別化名為「朴銀」、「鄭順」一同假扮為朝鮮民主主義人民共和國駐瑞士大使館職員的孩子於瑞士伯爾尼的一間國際學校就讀，學習英语、德语及法语。
金正日有多名子女，所以金正恩也有多名兄弟姐妹。其中比较被外界知道的有：
- 異母長兄：金正男，於2001年涉嫌用假護照携妻子儿女至日本東京迪士尼乐园旅遊並遭驅逐出境，以及在中国的澳门和北京長住並經商而失去地位[125]；金正男多次赞美中国的改革开放，声言朝鲜只有学习中国建立社会主义市场经济体制才有出路，丧失了继承朝鲜最高领袖的可能性，不得不移居澳门、上海、北京等地[126]。2017年2月13日于马来西亚遭到刺殺身亡。
- 異母姊姊：金雪松
- 同母長兄：金正哲，據傳因性格較為懦弱而令金正日不滿[127]。
- 同母妹妹：金與正，曾化名「鄭順」，於瑞士伯爾尼的一間國際學校就讀[128]。2009年起於朝鮮勞動黨工作，有報導指她在朝鮮勞動黨組織指導部工作。2013年7月，她獲任組織指導部活動科科長。有朝鮮消息人士表示，金與正從2013年開始正式擔任金正恩的秘書，全心全意輔佐金正恩。2014年11月27日，朝鮮官方通過朝中社的報導首次正式透露金與正的職銜為「朝鮮勞動黨中央委員會宣傳鼓動部副部長」。2017年10月7日，當選為朝鮮勞動黨中央政治局候補委員，是最年輕的政治局成員。

2018年2月13日，是朝鮮最高領導人金正恩兄長金正男在馬來西亞遭毒殺身亡一周年，马来西亚方面雖然起訴兩名涉嫌殺害金正男的越南及印尼籍女子，但一直未有查出誰是幕後人。而日本放送協會在金正男被殺一周年推出三輯專稿，其中第二輯專稿透露，時任中共中央政治局常委周永康，向金正恩告密，指金正男可能接任朝鮮最高領導人。結果金正恩的姑丈張成澤被控逆反罪遭處決，金正男則在2017年遇刺身亡。及後，周永康被控罪名包括泄露國家機密。中國政府對金正男遇害始終保持沉默，如今的最新情況，有助解讀未來的中朝關係。
金正恩自己的家庭成员包括：
- 妻子：李雪主。2012年7月25日，朝鮮方面首次公開李雪主為最高領導人金正恩的夫人。
- 长子：未公开。[4]
- 長女：金Chu-ae（韩式转写为Ju-ae），部分媒体暂译为金主爱，未成年。[3]
- 次子：未公开。[4]
- 尚未確定是否有其他子女及相应身份。

## 個人生活

### 出生年份
金正恩於1月8日出生，但出生年份存有爭議，出现过1982年、1983年、1984年三种说法：
大韩民国统一部和大韩民国国家情报院等政府机关，以及美国中央情报局所属的开源中心（DNI）的有关金正恩的资料都显示他是1984年出生。他的姨媽高容淑與家人在1998年叛逃到美國，2016年接受《華盛頓郵報》訪談，说金正恩出生于1984年，和她自己的儿子同年出生。韩国统一部发布2014年度《朝鲜主要机关及团体人名录》时将金正恩的出生年月被标为年度未详（82年、83年或84年），2015年版中则认定为1984年1月8日，一名韩国官员表示资料根据现有公开资料编撰。
金正日原本出生於1941年，而在2012年時，金正恩剛好30歲，這一年也恰逢金日成誕辰100週年。為了使金正恩的出生年份與金日成（1912年生）的年份最後一位相同，朝鮮勞動黨於2010年正式公佈金正恩的生日為1982年1月8日，宣稱這將成為朝鮮宣傳中的“強盛大國元年”。此外，金正恩的生日被定為“民族最大節日”之一，並宣布從2011年起將其生日設為國家法定假日。

### 譯名問題
金正恩的名字於2010年10月1日由朝鲜官方公布漢字名字前，媒体曾对其汉字名字有誤譯，有「金正雲」、「金正銀」等譯法。2010年10月1日，朝鮮中央通訊社通知日本的朝鮮通訊社称，漢字正名是「金正恩」。
金正恩的名字“김정은”及英文译名“Kim Jong-un”“Kim Jong Eun”、“Kim Jung Eun”、“Kim Jeong Un”等等与金諪恩（諺文名字和金正恩相同）、Super Junior成員藝聲（原名“金鐘雲”，英译为“Kim Jong Woon”）等人的名字雷同，因此可能会使人混淆。一家瑞士小型报章《Blick》便张冠李戴地误将藝聲的照片当成是金正恩的照片刊登在其报章上。

### 健康問題
2020年4月20日，韓國脫北者媒體「每日朝鲜」指金正恩在當月11日主持朝鮮勞動黨中央會議期間身體不適被送往醫院，于週日在香山郡金剛山一間醫院接受了心血管手術，目前在金剛山度假區療養，因而缺席了15日金日成誕辰108岁的拜謁活動。而美國有線電視新聞網更指引述美國消息來源指金正恩術後情況危急，不過被韓國青瓦台和中共中央對外聯絡部否認，而日本《週刊現代》則報道金正恩在手術後已成為植物人。同時根據4月21日朝中社报道，金正恩向两位国家有功人员送上了80岁寿筵。根據路透社4月25日報道，中國派出醫療專家小組赴平壤為金正恩提供健康諮詢。26日，韓國外交安全特別顧問文正仁再次向美國福克斯新闻指出金仍然活着，且狀態良好，根據美國「38 North」提供的衛星圖片顯示，金的專列停泊在元山市，與文正仁所述相符，惟美國有線電視新聞網記者雷普利認為金一般不會搭火車前往元山，故推測北韓這幾天有大事發生。而根據自由亞洲電台報導，金正恩将军权暂时交给其叔叔金平日掌管，朝鲜劳动党党务及对外事务則暫時由其妹妹金与正负责。5月2日，據朝鲜中央通讯社报道，5月1日，金正恩为一座新建化肥厂剪彩。这是金正恩自4月12日在官方媒体上出席活动以来的首次公開亮相。
2022年8月中，金与正在全国紧急防疫总结会议上，透露金正恩在同年5月爆发的COVID-19疫情期间曾染疫发高烧，但病情終獲得控制。據該國國營媒體在8月底的新聞回顧，在大流行期間他頻頻訪問聽取第一線醫護狀況，因為工作忙碌染疫，該節目播出引得工作人員與將士們紛紛落淚。此前疫情爆發時也報導過他前往醫院視察，所以接觸了還在咳嗽的藥師，加上他口罩單薄，疑似就是此時感染。南韓媒體稱，這情況應該是北韓首次透露領導人最高機密的健康狀況（此前，朝鲜最高领导人的健康状况被视作机密）。9月他考慮接種疫苗，宣布全國接種計劃。

### 个人形象

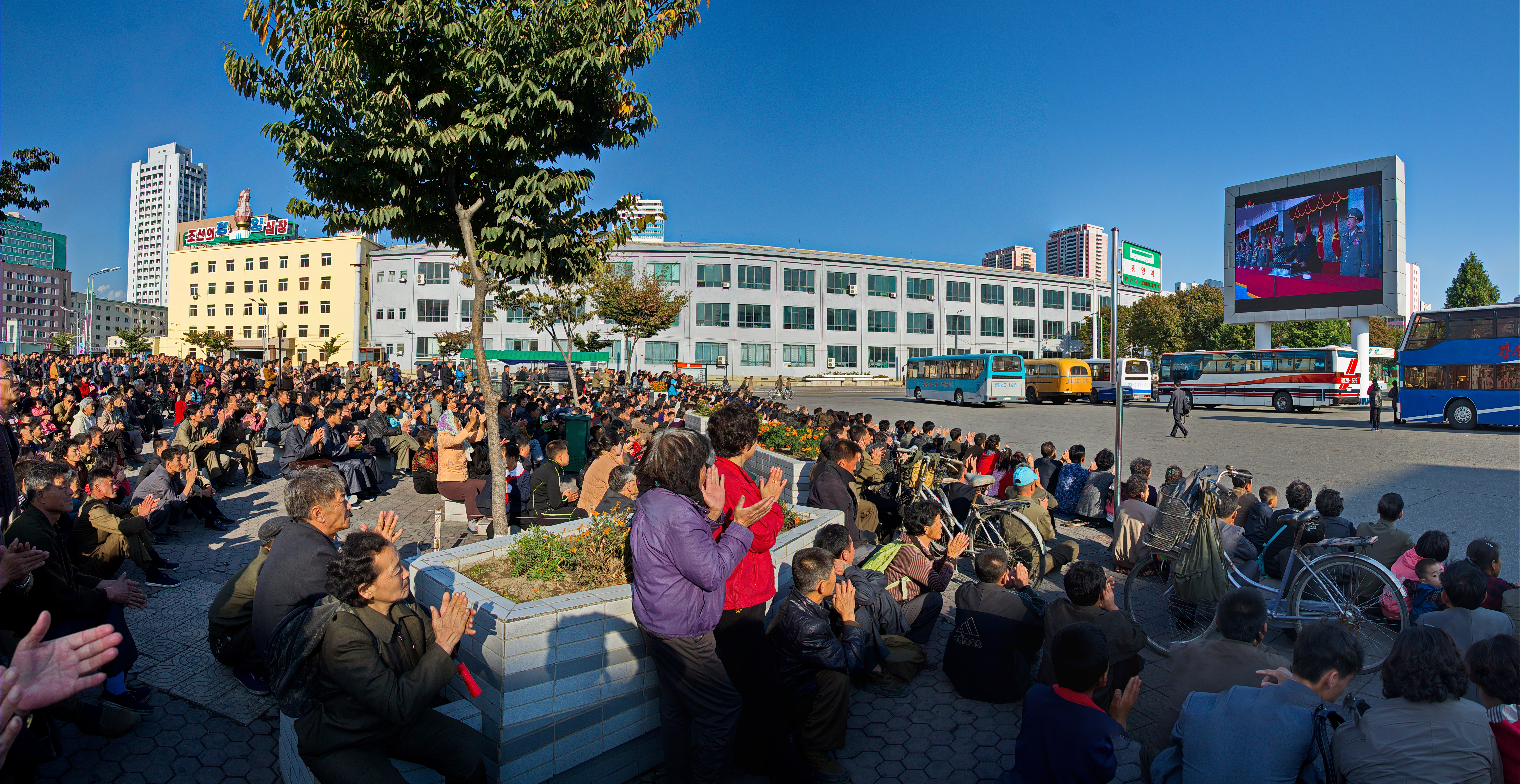
2015年，民眾透過朝鮮中央電視台觀看金正恩演講

自金正日去世的消息公開後，官方媒體不斷進行一系列的形象塑造行動以豎立金正恩的權威和鞏固政權的地位。官方曾宣傳金正恩在3歲就會開槍，9歲就能射中移動的目標，甚至能做到百发百中。此外，他3歲就懂開車，不到8歲時就能駕駛大貨車疾馳約120公里，且平安地抵達目的地。官方又稱金正恩「沒有不會的運動，籃球勝過一般职业选手，6歲開始學會騎馬，騎術比賽馬騎師還要厲害」。同時他16歲時，便寫了一篇關於朝鲜战争的論文，顯示出他卓越的治軍能力。他上台后不久一条560（1,840英尺）长的，“能从太空望见的宣传幅”豎立在两江道的一个湖泊处，上书“闪耀的太阳，伟大的金正恩将军万岁”。2014年报道称他的头型、眼镜框模样、增高皮鞋等是由妹妹金與正一手操办。
金正恩發言時，往往一再挑衅并喜欢使用激烈言辞，但美國中央情報局官员认为，这位朝鲜统治者在世界舞台上的表演方式有着“明显的目的性”，金正恩是一个“非常理性的演员”。他们认为，平壤的目标是获得对其主要核国家的承认并最终与美国谈判达成一项交易，让美军撤离朝鲜半岛。
2014年，有中国网友制作了恶搞金正恩的影片，引发了朝鲜政府極度的不满。朝鲜政府方面表示影片“严重危及金正恩的尊严和权威”，并要求中方将其删除。2015年10月，中国封锁了针对金正恩的负面评论，讽刺金正恩的外号“金三胖”遭到百度等搜索引擎屏蔽，2016年3月屏蔽解除。但2016年11月“金三胖”一词再次遭到百度搜索和新浪微博搜索等屏蔽，至今仍未解封。
2018年，有時尚專欄猜測金正恩的打扮，靈感是源自他的祖父金日成。
2020年12月，根据韩国统一部收集整理的“朝鲜暗语”，朝鲜中级干部中有人将金正恩称为“二儿媳”(둘째 며느리）。此称呼源自于‘娶了二儿媳才懂得大媳妇的好’的俗语，是把金正日比作“大媳妇”，把金正恩比作“二儿媳”，以此表达对金正恩的不满。
2020年12月，朝鲜官方出版了金正恩的传记《伟人和强国时代》，由平壤出版社出版发行，共620页，分7个部分介绍金正恩执政10年间在国防、外交、经济、社会、文化领域取得的成就，主要包括核导开发、朝美新加坡会谈、派团出席平昌冬奥会等，但未提及河内会谈无果而终，以及与韩国总统文在寅聚首板门店会谈。
2021年6月，在公众视野中缺席逾一个月后，金正恩再度公开亮相。外界观察人士指出，金正恩体重减轻了很多。据推测，他减掉了10至20公斤体重。
美国前总统特朗普曾借用英国歌手埃尔顿·约翰的歌曲名称呼金正恩为“小火箭人”，根据蓬佩奥的说法，金正恩本人对此回应称，“‘火箭人’OK，但‘little（小）’不OK。”
2024年6月举行的朝鲜劳动党中央委员会全体会议上，全体成员都佩戴了金正恩的单人徽章，被认为是加速偶像化的举动。
南韓國家情報院於2024年10月29日透露訊息，表示基於金正恩在公開場合頻頻亮相這一事實，北韓政府爲防範金正恩被暗殺的風險，遂而加強對金正恩的安保工作。國家情報院分析金正恩於2024年的公開活動相較於2023年增加逾六成，而北韓政府透過部署通訊干擾載具與加強無人機勘探的方式，以降低金正恩被暗殺的風險。

## 荣誉
2015年8月3日，印度尼西亞蘇加諾教育基金會负责人拉玛娃蒂·苏加诺普特利向法新社表示，該基金會向金正恩颁发“苏加诺和平奖”，以表揚金正恩對世界和平与发展的贡献。
2016年3月31日，尼日利亚人民进步党推舉朝鲜最高领导人金正恩為名誉全国领导人。
4月1日，厄瓜多尔科托帕希省薩基西利縣向金日成、金正日、金正淑和金正恩授予名誉市民称号。
6月22日，泛非洲运动乌干达全国执委会向金正恩授予朱利叶斯·坎巴拉吉·尼雷尔泛非洲名誉奖章。
4月6日，秘鲁社会主义政治行动党向金日成、金正日和金正恩授予名誉主席稱號。
4月12日，波兰人民军传统协会向金正恩授予波兰人民军名誉十字勋章。
11月29日，俄罗斯联邦共产党中央委员会向金正恩授予十月社会主义革命100周年纪念奖章和证书。

### 外国奖勋
- 俄羅斯
  -  卫国战争胜利70周年纪念章（英语：Jubilee Medal "70 Years of Victory in the Great Patriotic War 1941–1945"）（2015年5月8日颁发）[184]
  -  卫国战争胜利75周年纪念章（英语：Jubilee Medal "75 Years of Victory in the Great Patriotic War 1941–1945"）（2020年5月6日颁发）[185]

### 荣誉市民
- 薩基西利縣荣誉市民（2016年4月1日）
- 瓜兰达荣誉市民（2018年8月18日）[186]
- 埃切恩迪亚县荣誉市民（2018年8月20日）[187]
- 拉斯納韋斯縣荣誉市民（2022年4月15日）[188]

### 荣誉学位
- 精英大学（英语：HELP University）经济学名誉博士（2013年10月23日颁发）[189][190]

## 外号
因其年纪轻轻即成为国家领导人的缘故，金正恩被中国大陆网友戏称为“第一位最强80后”，第二位则是同年出生的J·D·万斯。

## 影視形象
- 2013年電影《特種部隊2：正面對決》奥古斯都·赵飾
- 2014年電影《刺殺金正恩》藍道爾·朴飾
- 2019年粵劇《粵劇特朗普》陳鴻進飾